# Blåflox
Blåflox (Phlox divaricata) är en art i familjen blågullsväxter.

## Synonymer
Armeria divaricata (L.) Kuntze
Phlox canadensis Sweet
Phlox divaricata f. albiflora D.M.Moore nom. illeg.
Phlox divaricata f. albiflora Farwell nom. illeg.
Phlox divaricata f. albiflora House nom. illeg.
Phlox divaricata f. bicolor J.W. Moore
Phlox divaricata f. candida E.J.Palmer & Steyerm.
Phlox divaricata f. coulteri Fernald
Phlox divaricata f. purpurea Farwell
Phlox divaricata subsp. laphamii (A.W.Wood) Wherry
Phlox divaricata var. canadensis (Sweet) Wherry nom. illeg.
Phlox divaricata var. laphamii A.W.Wood
Phlox laphamii (A.W.Wood) Clute    nom. illeg.
Phlox vernalis Salisb. nom. illeg.